# 會拍動
會拍動（1998年—），台北人，台灣推理小說家，台灣推理作家協會成員，第18屆台灣推理作家協會徵文獎首獎得主，畢業於世新大學口語傳播系。

## 創作經歷
會拍動於2020年以〈初心村的偵探事務所〉獲得台灣推理作家協會徵文獎首獎，頒獎典禮上接受中央社記者訪問時，他表示自己才剛從大學畢業，過去其實不太閱讀，鮮少接觸推理文學。但去年出現了轉折，因為身邊本來一起打電動的好友們，突然一個個都拿起書本閱讀，而開始發覺閱讀的樂趣，「但我很叛逆，他們看東野圭吾，我就不看東野圭吾，我就看島田莊司，看了幾本之後，就覺得我好想模仿他喔，好想寫類似的東西。」木馬文化社長、當屆決選評審陳蕙慧形容〈初心村的偵探事務所〉是小巧玲瓏的小說，在敘事結構、人物設定、情節設定有種自信、自在，使得作品有一種輕盈的感覺，且有幽默感。

## 創作觀點
會拍動自認其創作受到ACG文化大幅度地影響，從小就很想成為漫畫家，認為自己如果會畫畫應該就不會寫小說，而是會投稿漫畫獎。除了漫畫外，他也喜歡玩劇情向遊戲。他認為ACG作品不一定能示範一個嚴謹的故事，例如他很喜歡的電玩系列《人中之龍》，劇情就有許多令人詬病的地方，太多狗血的巧合，角色突然智商下降等等。但會拍動認為該作品展現了極具魅力的角色，即使劇情很不合裡，但因為喜歡角色，還是期待故事一直延續下去，這樣的角色塑造是他一直都想學習的地方。

## 作品

### 長篇小說
- 《初心村的偵探事務所：那天，他失去了心》（2022，博識圖書）

### 短篇小說
- 〈初心村的偵探事務所〉：2020年第18屆台灣推理作家協會徵文獎首獎作品，收錄於《偵探在菜市場裡迷了路：第十八屆台灣推理作家協會徵文獎作品集》。
- 〈派對公爵的假面〉（收錄於《故事的那時此刻》，2022，博識圖書）[3]

## 外部連結
- 台灣推理作家協會官方網站：會拍動 （页面存档备份，存于）